# Hardcore Continuum
Hardcore Continuum é uma teoria histórica desenvolvida pelo crítico musical e jornalista Simon Reynolds sobre a evolução da música eletrônica britânica nas décadas de 1990 e 2000, do Jungle ao UK Garage e seus derivados.

## Conceito
Para Reynolds, todos os estilos e gêneros da música eletrônica e dance music surgidos a partir da mutação do Harcore Techno para o Jungle, passando pela explosão da raves no Reino Unido até a cena UK Garage, formam um continuum musical, o qual ele denominou Hardcore Continuum, ou seja, a evolução em fluxo dessa cena musical.
| “ | “O termo Hardcore Continuum surgiu numa nota de rodapé do artigo que escrevi sobre 2-Step em 1999. Formulei o conceito porque foi dessa forma que a cena se desenvolveu. É tudo uma coisa só, apenas variando o tema em alguns momentos. Muitos junglists norte-americanos não compreendem como o Speed Garage é próximo do Jungle. Tentei explicar como a música pode sofrer mutações drásticas e ainda assim pertencer à mesma cultura sonora.” | ” |

A edição nº 300 da revista britânica The Wire traz a reedição de sete artigos de Reynolds sobre o tema, escritos ao longos dos anos em que a cena se desenvolveu aos olhos de Reynolds: "Hardcore Rave" (1992), "Ambient Jungle" (1994), "The State Of Drum’n'bass" (1995), "Hardstep, Jump Up, Techstep" (1996), "Neurofunk Drum’n'bass Versus Speed Garage" (1997), "2-Step Garage" (1999) e "Grime And A Little Dubstep" (2005). Entretanto o conceito de continuum só foi proposto ao final da série, quando autor, ao justapor todos os textos, identificou a tal similaridade entre eles.

## Controvérsia
Contudo, a teoria de Reynolds é contestada por outros pesquisadores e produtores musicais como Kodwo Eshun e Kode 9, para os quais a evolução se dá pela ruptura e não pela continuidade:
| “ | “O Kodwo tem uma visão completamente anti-histórica – e anti-social também porque ele rejeita aproximações sociológicas. Ele se interessa pelas rupturas na música e na descontinuidade do som. Também tenho interesse na ruptura, mas principalmente na sua continuidade. Minha aproximação é histórica, calcada no aspecto social e geográfico, uma visão muito mais realista que a do Kodwo, basicamente. Estou interessado na música e nas pessoas. Busco suas histórias e apuro o senso social e demográfico de quem está por trás do som – é importante descobrir seus desejos, intenções e compreender como isso ajudou a desenvolver essa música." | ” |

Kode 9 contesta o conceito "territorial" do Hardcore Continuum em Londres:
| “ | “O Kode 9 tem a ideia de que as influências musicais são como um vírus. É uma visão focada em conceitos como fluxo, mobilidade e nomadismo que sempre privilegiam aspectos de desterritorialização. Mas para mim é óvio que o som é territorial. Está ligado à Londres e outros lugares no Reino Unido que são como Londres. O som não reconhece fronteiras e o Hardcore Continuum absorve influências do exterior mas meu interesse é na forma como essa música se alimenta de si mesma. Existe um territorialismo sônico fixo em Londres. É como o Funk Carioca – embora as pessoas possam copiar, o som é feito pela cena local para a cena local”" | ” |